# Rakszawa
Rakszawa ist ein Dorf im Powiat Łańcucki der Woiwodschaft Karpatenvorland in Polen. Es ist Sitz der gleichnamigen Landgemeinde mit etwa 7200 Einwohnern.

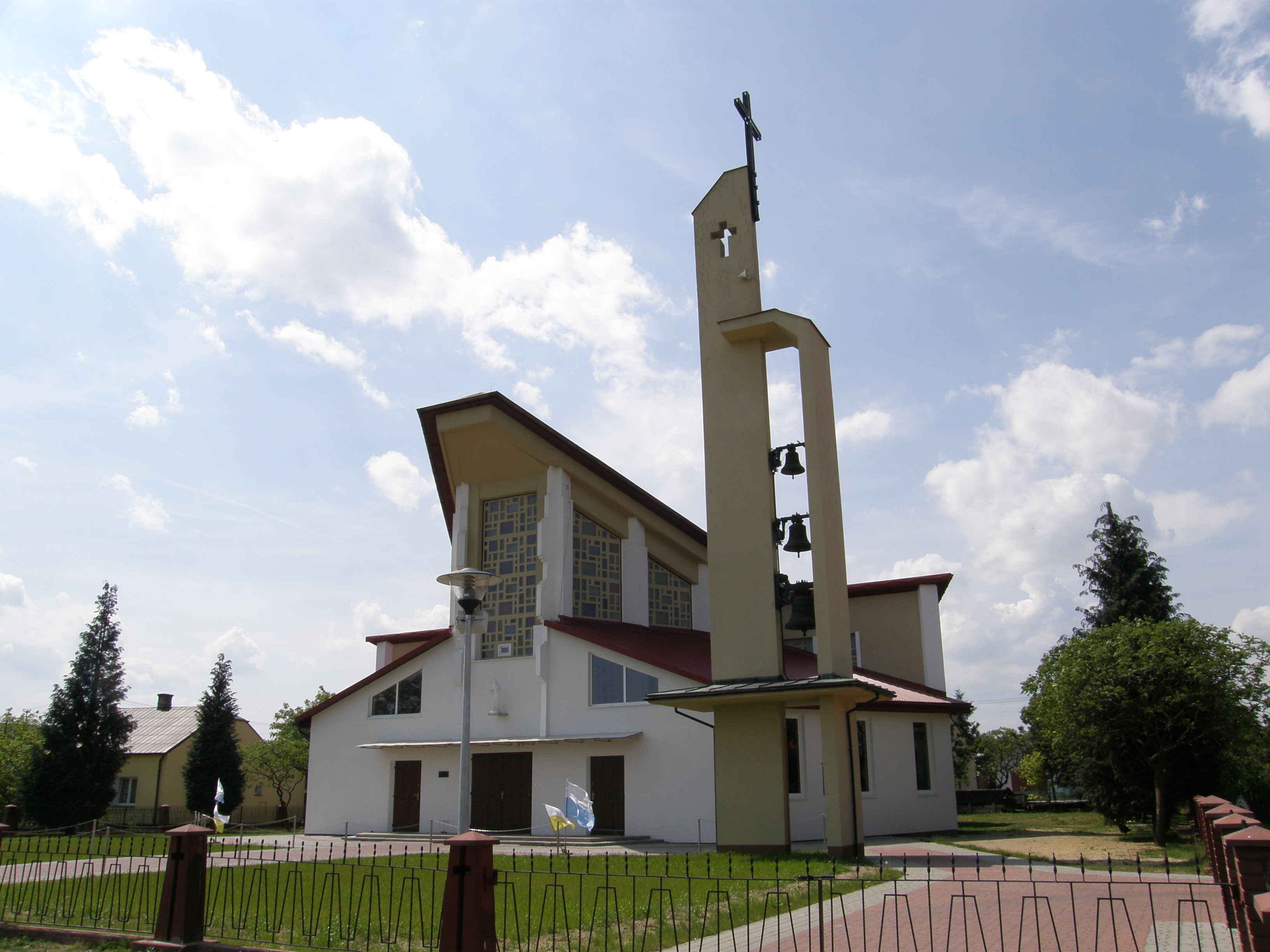
Ortskirche

## Geschichte
Der Ort im Przemyśler Land der Woiwodschaft Ruthenien, nördlich des Wisłoks im Sandomirer Urwald im Sandomirer Becken auf schlechtem Sandboden entstand im 16. Jahrhundert. Möglicherweise wurde der Ort zunächst im Jahr 1574 als Pyszowa erstmals urkundlich erwähnt, der Ortsname Raxawa tauchte im Jahr 1621 beziehungsweise 1641 auf. Nach Władysław Makarski ist der besitzanzeigende Name vom polnischen oder ukrainischen Personennamen *Raksz(a) (rekonstruiert und nicht urkundlich bestätigt; rak in beiden Sprachen: Krebs, vergleiche den bekannten polnischen Personennamen Wilksza, vom wilk (Wolf) abgeleitet, und die Entstehung des Ortsnamens Borszowice vom Vornamen Borsza; oder vom Verb raczyć, ukrainisch račiti > račyty). Kazimierz Rymut erwägt auch den Personennamen Raksa aus dem deutschen Raks beziehungsweise Reks als Basis des Ortsnamens. Die Änderung *Raksowa > Rakszawa (nicht im ukrainischen Ortsnamen) kam durch Vermeidung von Masurierung (Aussprache von sz als s) von Bewohnern, die an der Grenze der Masurierung lebten. Der ukrainische Ortsname Rakšowa bewahrt den polnischen Suffix -'ow an der Stelle des ukrainischen -ew.
Kurt Lück bezeichnete das Dorf als eine Tochtersiedlung der Łańcuter Walddeutschen, weil 1641 lebten im Waldhufendorf auch Bauern, die deutsche Familiennamen trugen, was der polnische Forscher Wojciech Blajer kritisierte, weil die Bauern mit deutschstämmigen Nachnamen wahrscheinlich schon in der Neuzeit teilweise polonisiert waren.
Bei der Ersten Teilung Polens kam Rakszawa 1772 zum neuen Königreich Galizien und Lodomerien des habsburgischen Kaiserreichs (ab 1804).
1880 hatte das Dorf 744 Häuser mit 3966 Einwohnern, außer 3846 Römisch-Katholiken gab es 120 Juden.
1918, nach dem Ende des Ersten Weltkriegs und dem Zusammenbruch der k.u.k. Monarchie, kam der Ort zu Polen. Unterbrochen wurde dies nur durch die Besetzung Polens durch die Wehrmacht im Zweiten Weltkrieg.
Von 1975 bis 1998 gehörte Rakszawa zur Woiwodschaft Rzeszów.